# Jan Ferguut
Jan Amandus Van Droogenbroeck, pseudonymen Jan Ferguut, född 17 januari 1835 i Saint-Amand, död 27 maj 1902 i Schaerbeek, var en flamländsk skald och musiker. 
Van Droogenbroeck anslöt sig med iver till den flamländska rörelsen, visade stort intresse för metrik, vari han skrev flera arbeten, bland annat Rhytmus en rijm (1883) och De toepassing van het grieksche en lat. metrum op de nederl. poëzie (1886) och införde bland annat flera österländska versmått. Av hans verk kan nämnas Makamen en ghazelen (1866: andra upplagan 1887) och de ytterst populära barndikterna Dit zijn zonnestralen (1873, många upplagor).